# Serranía de San Jerónimo
La serranía de San Jerónimo est un massif montagneux situé en Colombie. Elle fait partie de la cordillère Occidentale, une des trois branches des Andes colombiennes, dont elle est un prolongement.

## Géographie
La serranía de San Jerónimo est située dans le département de Córdoba, au nord du nœud de Paramillo. Elle est séparée à l'ouest de la serranía de Abibe par la vallée du río Sinú et au sud-est de la serranía de Ayapel par la vallée du río San Jorge.